# Lista de vereadores de Rio das Ostras
Esta é a lista de vereadores de Rio das Ostras, município brasileiro do estado do Rio de Janeiro.
A Câmara Municipal de Rio das Ostras é formada por treze representantes.

## 8ª Legislatura (2021–2024)
Estes são os vereadores eleitos nas eleições de 15 de novembro de 2020, pelo período de 1° de janeiro de 2021 a 31 de dezembro de 2024:
| Mesa Diretora (2021-2022)                                                                             |                       |                        |                           |
| Nome                                                                                                  | Início do mandato     | Fim do mandato         | Cargo                     |
| Vanderlan Moraes da Hora (PV) (até 25.08.2021) Maurício Braga Mesquita (PV) (de 23.09.2021 em diante) | 1º de janeiro de 2021 | 31 de dezembro de 2022 | Presidente da Câmara      |
| Paulo Fernando C. Gomes (PV) (Assumiu como Presidente interino de 25.08 a 22.09.2021)                 | 1º de janeiro de 2021 | 31 de dezembro de 2022 | Vice-presidente da Câmara |
| Rogério Belém da Silva (Rep.)                                                                         | 1º de janeiro de 2021 | 31 de dezembro de 2022 | 1º Secretário             |
| Sidnei Mattos Filho (DC)                                                                              | 1º de janeiro de 2021 | 31 de dezembro de 2022 | 2º Secretário             |

|    | Nome                                                                    | Partido                                | Votos | %    | Observações |
| -- | ----------------------------------------------------------------------- | -------------------------------------- | ----- | ---- | ----------- |
| 1  | Maurício Braga Mesquita, BM (Rio de Janeiro, 05.03.1978–)               | Partido Verde (PV)                     | 1.685 | 2,88 | 1º mandato  |
| 2  | João Francisco de Souza Araújo (Rio de Janeiro, 19.05.1981–)            | Partido Verde (PV)                     | 1.454 | 2,49 | 1º mandato  |
| 3  | Carlos Augusto Carvalho Balthazar (Campos dos Goytacazes, 01.10.1960–)  | Movimento Democrático Brasileiro (MDB) | 1.419 | 2,43 | 3º mandato  |
| 4  | Paulo Fernando Carvalho Gomes, Carvalhão (São Fidélis, 10.10.1963–)     | Partido Verde (PV)                     | 1.311 | 2,24 | 2º mandato  |
| 5  | Vanderlan Moraes da Hora, Derlan (São João da Barra, 01.06.1979–)       | Partido Verde (PV)                     | 1.188 | 2,03 | 2º mandato  |
| 6  | Sidnei Mattos Filho, Neizinho (Casimiro de Abreu, 05.05.1989–)          | Democracia Cristã (DC)                 | 1.142 | 1,95 | 1º mandato  |
| 7  | Marciel Gonçalves de Jesus Nascimento (Rio de Janeiro, 08.12.1976–)     | Partido Liberal (PL)                   | 1.005 | 1,72 | 2º mandato  |
| 8  | Leonardo de Paula Tavares, Leo Tatá (São João de Meriti, 12.02.1985–)   | Democracia Cristã (DC)                 | 938   | 1,61 | 1º mandato  |
| 9  | Rodrigo Jorge Barros, da Aposentadoria (Casimiro de Abreu, 02.10.1976–) | CIDADANIA                              | 931   | 1,59 | 2º mandato  |
| 10 | Uderlan de Andrade Hespanhol (Duque de Caxias, 11.06.1986–)             | Partido Social Democrático (PSD)       | 927   | 1,59 | 1º mandato  |
| 11 | Rogério Belém da Silva (Rio de Janeiro, 29.07.1967–)                    | REPUBLICANOS                           | 849   | 1,45 | 1º mandato  |
| 12 | André dos Santos Braga (Nova Iguaçu, 02.10.1975–)                       | Partido Social Cristão (PSC)           | 681   | 1,17 | 2º mandato  |
| 13 | Tiago Crisostomo Barbosa, Tiaguinho (Macaé, 20.09.1988–)                | CIDADANIA                              | 646   | 1,11 | 1º mandato  |

## 7ª Legislatura (2017–2020)
Estes são os vereadores eleitos nas eleições de 2 de outubro de 2016, pelo período de 1° de janeiro de 2017 a 31 de dezembro de 2020:
|    | Nome                                                                      | Partido                                            | Votos | %    | Observações |
| -- | ------------------------------------------------------------------------- | -------------------------------------------------- | ----- | ---- | ----------- |
| 1  | Marcelino Carlos Dias Borba, da Farmácia (Macaé, 05.05.1969–)             | Partido Verde (PV)                                 | 2.630 | 4,38 | 1º mandato  |
| 2  | Rodrigo Jorge Barros, da Aposentadoria (Rio das Ostras, 02.10.1976–)      | Partido Popular Socialista (PPS)                   | 1.946 | 3,39 | 1º mandato  |
| 3  | Dr. Fábio Alexandre Simões Leite (Niterói, 06.05.1980–)                   | Partido Progressista (PP)                          | 1.495 | 2,60 | 1º mandato  |
| 4  | Marciel Gonçalves de Jesus Nascimento (Rio de Janeiro, 08.12.1976–)       | Partido Trabalhista Brasileiro (PTB)               | 1.383 | 2,41 | 1º mandato  |
| 5  | Robson Carlos de Oliveira Gomes, Robinho (São Fidélis, 08.03.1973–)       | Partido do Movimento Democrático Brasileiro (PMDB) | 1.334 | 2,32 | 1º mandato  |
| 6  | Alberto Moreira Jorge, Betinho (Casimiro de Abreu, 24.10.1963–)           | Partido Trabalhista Nacional (PTN)                 | 1.240 | 2,16 | 1º mandato  |
| 7  | Vanderlan Moraes da Hora, Derlan (São João da Barra, 01.06.1979–)         | Partido do Movimento Democrático Brasileiro (PMDB) | 1.174 | 2,04 | 1º mandato  |
| 8  | Misaias da Silva Machado (Itapemirim, 14.03.1986–)                        | Partido da Social Democracia Brasileira (PSDB)     | 1.023 | 1,78 | 1º mandato  |
| 9  | Alan Gonçalves Machado (Teresópolis, 03.06.1970–)                         | Partido do Movimento Democrático Brasileiro (PMDB) | 1.004 | 1,75 | 1º mandato  |
| 10 | Carlos Alberto Afonso Fernandes (2017-2020) (Rio de Janeiro, 14.08.1954–) | Partido Socialista Brasileiro (PSB)                | 986   | 1,72 | 1º mandato  |
| 11 | Paulo Fernando Carvalho Gomes, Carvalhão (São Fidélis, 10.10.1963–)       | Partido Verde (PV)                                 | 722   | 1,26 | 1º mandato  |
| 12 | André dos Santos Braga (Nova Iguaçu, 02.10.1975–)                         | Partido Popular Socialista (PPS)                   | 630   | 1,10 | 1º mandato  |
| 13 | Leandro Ribeiro de Almeida, da Lanchonete (Rio de Janeiro, 30.08.1982–)   | Partido Verde (PV)                                 | 521   | 0,91 | 1º mandato  |

## Legenda
| Cor  | Significado          |
| Bege | Presidente da Câmara |
| Azul | Suplente             |